# Jingle truck

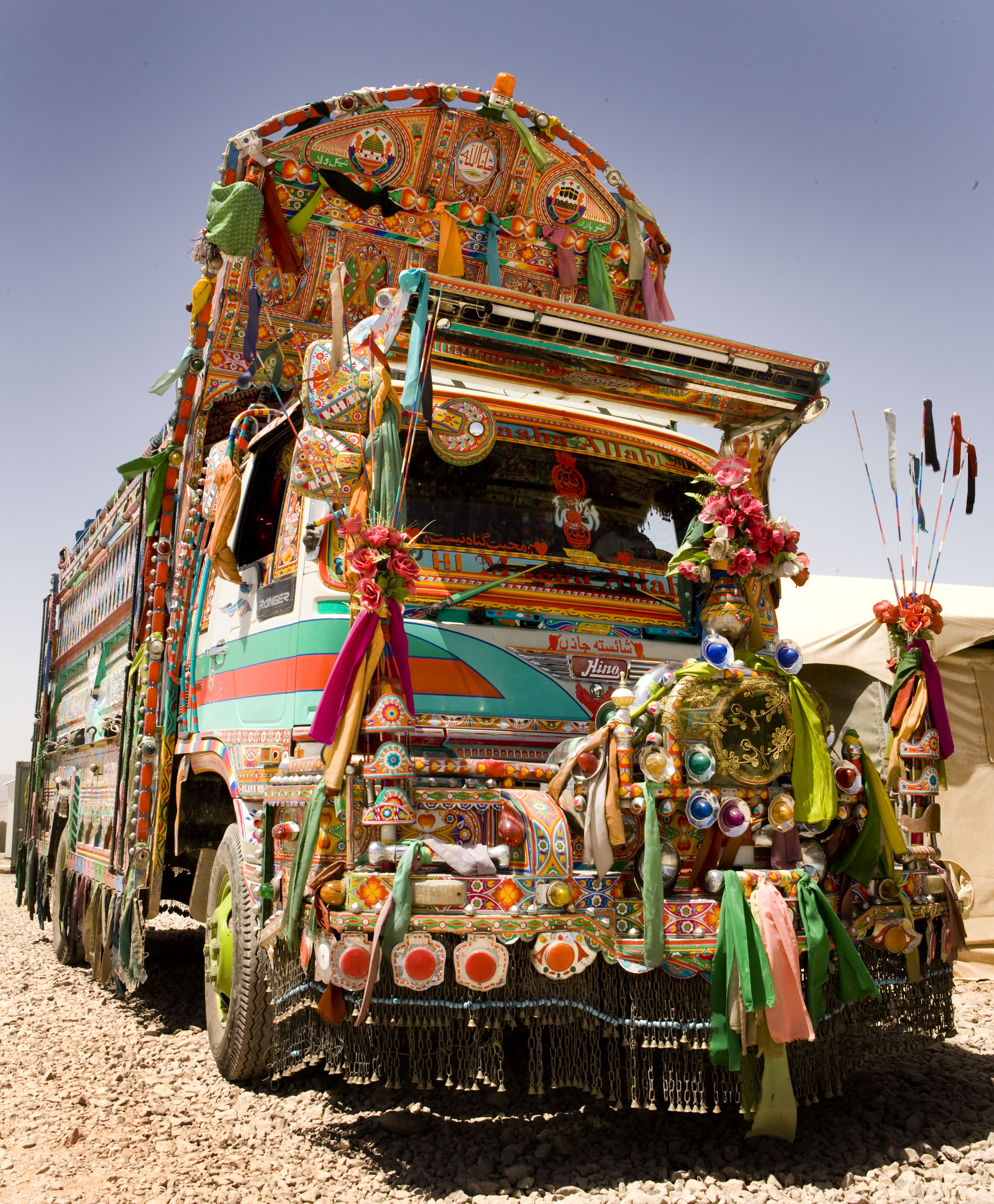
Jingle truck

Met de term jingle truck wordt de manier aangeduid waarmee vrachtwagens in Pakistan en Afghanistan versierd worden. Deze vrachtwagens rijden met name in de minder herbergzame regio's rond.
De vrachtwagens zijn vaak beschilderd met historische en religieuze taferelen, bloemen en kalligrafie. Ze zijn verder versierd met linten en belletjes. De vrachtwagens schitteren en rinkelen dus letterlijk.
Het is niet duidelijk wanneer de term jingle truck ontstaan is. Tijdens de Afghaanse oorlog begin 21e eeuw werd de term algemeen gebruikt door Amerikaanse soldaten maar mogelijk stamt deze al uit de tijd van de Britse overheersing.